# John Wolcot
John Wolcot, noto anche con lo pseudonimo di Peter Pindar (Kingsbridge, 9 maggio 1738 – Somerstown, 13 gennaio 1819), è stato un poeta britannico autore di testi satirici.

## Biografia
John Wolcot frequentò la scuola primaria a Bodmin, nella Cornovaglia centrale. Studiò poi medicina facendo dapprima apprendistato presso un suo zio, chirurgo a Fowey (Cornovaglia), continuando infine la sua formazione ad Aberdeen, in Scozia. Nel 1767 seguì in Giamaica, come medico personale, il governatore Sir William Trelawey, VI baronetto (1722–1772). Sir William lo indusse a diventare parroco in una chiesa allora vacante dell'isola, e fu ordinato sacerdote nel 1769. Tornò in Inghilterra dopo la morte di Sir William, nel 1772, abbandonò la carriera ecclesiastica, riprese la professione di medico, e si stabilì a Truro, dove scoprì i talenti del giovane pittore John Opie.

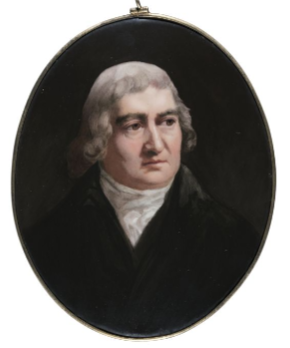
John Wolcot (miniatura di Peter Joseph Bone)

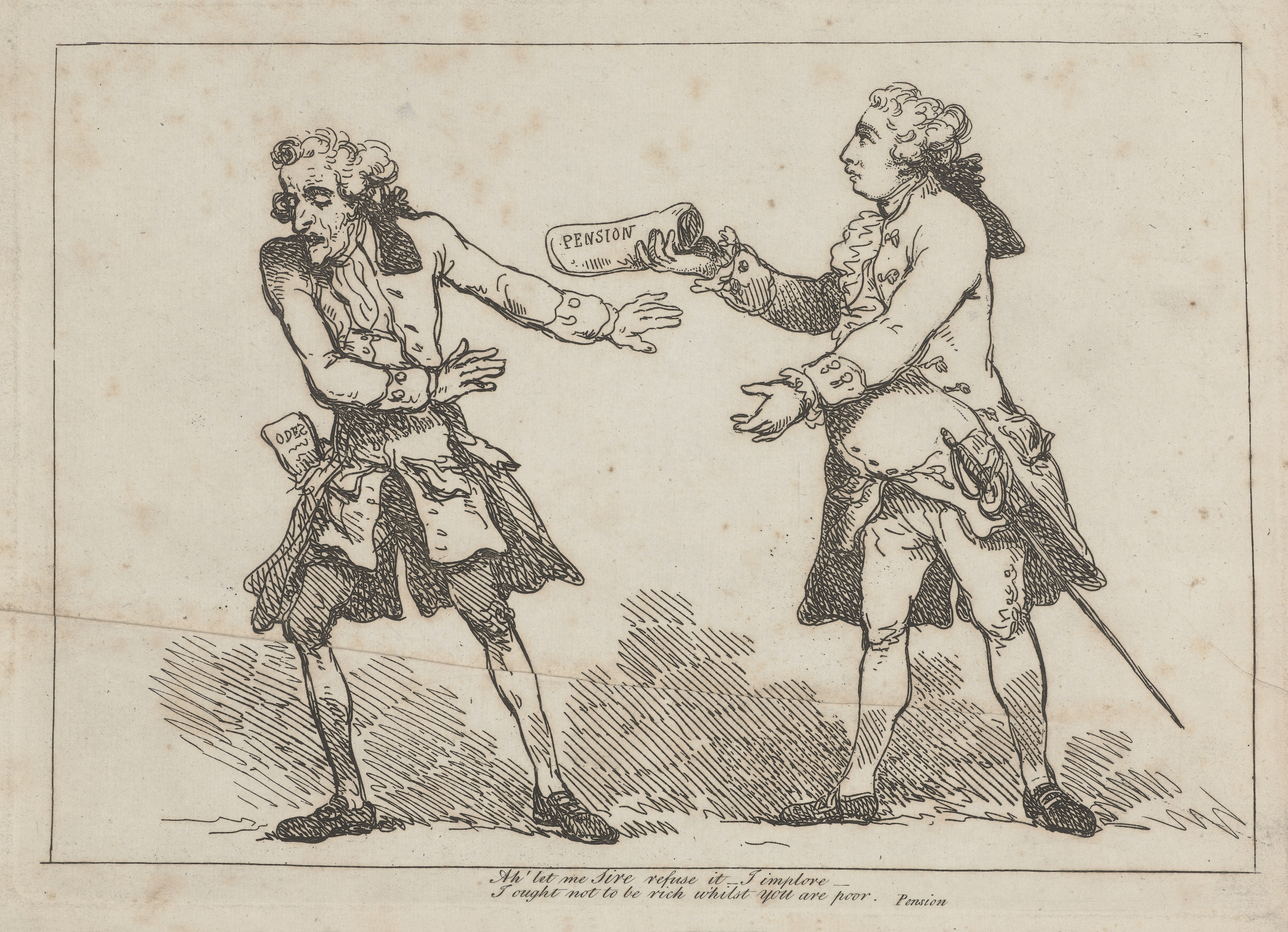
Peter Pindar (a sinistra, ha una copia delle sue "Odi" in tasca) rifiuta una pensione offertagli da un gentiluomo. Incisione attribuita a Thomas Rowlandson, 1787 circa

Nel 1781 si recò a Londra e iniziò a scrivere versi satirici sotto lo pseudonimo di "Peter Pindar". Scrisse dal 1778 al 1808 oltre 60 opuscoli poetici, alcuni complessi e tutti vigorosi e spiritosi. Tra questi c'erano le divertenti Odi liriche agli Accademici Reali (Lyric odes to the Royal Academicians, 1782–5), La Luisiade, un poema eroicomico (The Lousiad, a Heroi-Comic Poem) pubblicato in cinque canti tra il 1785 e il 1795 e ispirata dal fatto che re Giorgio III, una volta che fu scoperto un pidocchio in un piatto di piselli novelli, ordinò di tagliare i capelli a tutti i domestici della cucina. Tra le varie altre satire su Giorgio III, l'Un'ode sull'altra (Ode upon ode, 1787) che è forse la sua opera migliore. Scrisse anche dopo la cecità che lo colpì negli ultimi anni di vita.

## Opere
Le opere di Peter Pindar sono state raccolte e pubblicate da J. Walker in 5 volumi a Londra fra il 1794 e il 1816 . Un elenco parziale:
- Lyric odes to the Royal Academicians for 1782 (1782)
- More Lyric odes to the Royal Academicians for 1783 (1783)
- Lyric odes for 1785 (1785)
- Farewell odes to the Academicians (1786)
- Bozzy and Piozzi (1786)
- Lousiad, an heroi-comic poem (1785-95)
- Ode upon ode; or, A Peep at St. James’s; or, New Year’s Day; or, What You Will (1787)
- The Beggar Man and Lord Gregory
- The Royal Visit to Exeter (1795)